# Karl Hanke
Karl August Hanke (Lauban, Silesia; 24 de agosto de 1903 - Neudorf, Sudetes; 8 de junio de 1945) fue un político alemán, miembro del Partido Nazi y Gauleiter de la Baja Silesia, con sede en Breslavia.

## Biografía

### Los inicios
En 1928, Hanke era Maestro de escuela pero fue destituido en 1931 del Servicio de Educación por sus actividades vinculadas al NSDAP. Se había unido al Partido Nazi desde el 1 de noviembre de 1928 con el número 102.606 y fue uno de los impulsores del NSDAP en Berlín. Desde esa época se integra al Directorio de los Jefes de Gau siendo uno de los más cercanos asociados a Joseph Goebbels en el Directorio de Propaganda del Reich. En 1932, fue elegido diputado del Reichstag.

### Régimen nazi
Después de 1933, Hanke trabajó como ayudante personal de Joseph Goebbels, quien lo promocionó a Secretario en el Ministerio de Propaganda. En 1937, es nombrado Director Ministerial equivalente a Secretario de Estado y al mismo tiempo Senador para la Cultura del Reich y Segundo Vicepresidente de la Cámara de Cultura del Reich. Hanke ingresó en las SS el 15 de febrero de 1934 con el número 203.103. 
Hanke se convirtió en uno de los personajes más influyentes en la cultura alemana del III Reich aunque su rápido auge finalizó el 28 de enero de 1941, tras fuertes disputas con Goebbels, al descubrirse que Hanke era amante de su esposa Magda. Según las memorias de Albert Speer, Ministro de Armamento del Reich que fue confidente de la Sra. Goebbels, el matrimonio del Ministro de Propaganda del Reich estuvo peligrando y a punto de disolverse sin embargo, Adolf Hitler, que no quería un divorcio en su círculo interno, ordenó a Hanke y a los Goebbels finalizar el triángulo amoroso y evitar escándalos ante la opinión pública.
Hanke fue transferido en 1941, como Gauleiter y Presidente Provincial (Oberpräsident), a la Baja Silesia. En esta posición se hizo valer de eslóganes heroicos para incentivar y perseverar a los habitantes a construir la «fortaleza Breslavia» en la lucha contra los rusos, siendo uno de los mayores fanáticos del Nacionalsocialismo hasta el final. Bajo su mando, Breslavia resistió el asalto soviético aun después de la caída de Berlín.

### El final
Como resultado a su conducta y trayectoria, Hitler nombró en su testamento político el 29 de abril de 1945, a Hanke como sucesor de Heinrich Himmler, en el cargo de Reichsführer. Hanke escapó de Breslavia en la avioneta Storch del General de Infantería Hermann Niehoff (algunas fuentes, como Albert Speer en sus memorias, afirman erróneamente que Hanke había escapado en uno de los pocos helicópteros en existencia de la época) durante la noche del 5 al 6 de mayo de 1945. A su llegada a Hirschberg, se reunió con el Mariscal de Campo Ferdinand Schörner, para escapar hacia Praga. Sin nada que hacer en Praga, decidió escapar hacia Flensburgo, pero se encontró con partisanos checos en el aeropuerto. Luchó para escapar hacia el camino a Karlsbad con los restos de una unidad formada con sobrevivientes de la Waffen-SS, la mayoría restos de la 18.ª División de Granaderos-SS Horst Wessel, pero fue capturado en Neudorf bei Komotau (en checo, Nová Ves), cerca de Pilsen, el 6 de mayo de 1945. Vistió un uniforme de la SS sin rango por lo que sus captores nunca supieron que habían detenido al recientemente nombrado Reichsführer-SS. Permaneció en cautividad hasta un fallido intento de escapar el 8 de junio de 1945, en que resultó muerto por los centinelas del campo.

## Promociones en la SS
- SS-Anwärter: 15 de febrero de 1934
- SS-Sturmbannführer: 7 de agosto de 1934 (efectivo desde el 1 de julio de 1934)
- SS-Obersturmbannführer: 12 de abril de 1935 (efectivo desde el 20 de abril de 1935)
- SS-Standartenführer: 5 de septiembre de 1935 (efectivo desde el 15 de septiembre de 1935)
- SS-Oberführer: 20 de abril de 1937
- Suboficial d.R. (Heer): julio de 1939
- Subteniente d.R. (Heer): 1939
- Teniente d.R. (Heer): enero de 1940
- SS-Brigadeführer: 9 de marzo de 1941 (efectivo desde el 30 de enero de 1941)
- SS-Gruppenführer: 20 de abril de 1941
- Capitán d.R. (Heer): 30 de enero de 1942
- (SS-Dienstaltersliste del 30 de enero de 1942 le da el rango de Capitán del Ejército pero el SS-DAL del 9 de noviembre de 1944 indica Teniente d.R.)
- SS-Obergruppenführer: 30 de enero de 1944
- Reichsführer-SS und Chef der Deutschen Polizei: 29 de abril de 1945